# Granackie Oko
Granackie Oko (słow. Malé Szontaghovo pliesko) – mały stawek znajdujący się w górnych partiach Doliny Sławkowskiej, w słowackiej części Tatr Wysokich. Granackie Oko nie jest dokładnie pomierzone i nie prowadzą do niego żadne znakowane szlaki turystyczne.
Granackie Oko położone jest nieco na zachód od Granackiego Stawu, który jest największym zbiornikiem wodnym Doliny Sławkowskiej. Przy wysokim stanie wody stawy te łączą się ze sobą. Leży wśród złomów, u podnóża Małej i Wielkiej Granackiej Turni. Polskie, jak i słowackie nazewnictwo stawku pochodzi od pobliskiego Granackiego Stawu. Słowacka nazwa upamiętnia Miklósa Szontagha.